# Begogo
Begogo è una città e comune del Madagascar situata nel distretto di Iakora, regione di Ihorombe. 
La popolazione del comune rilevata nel censimento 2001 era pari a 10 170 unità.